# Humanzee
Humanzee (även manpanzee) är ett engelskt begrepp för en hybrid mellan schimpans och människa. Det spekuleras om möjligheten att en sådan hybrid skulle kunna uppkomma eftersom människan och schimpansen är så lika. Schimpansen är lik människan till 98% och mer lik en människa än en gorilla. Människor och schimpanser har dock olika antal kromosomer. Det finns inga bekräftade fall av humanzees. Det enda kända seriösa avelsexperimentet gjordes i Sovjetunionen på 1920-talet av Ilya Ivanov, men utan resultat.

## Oliver
Oliver var en schimpans född i Afrika kring 1958, som sedermera kom till USA kring 1960. Han väckte där stor uppmärksamhet på grund av sitt ovanliga beteende. Det avvikande beteendet bestod främst av hans i varje läge upprätta gång. Han påstods dessutom vara mer intresserad av mänskliga kvinnor än av schimpanshonor och hade ett konstigt utseende med mindre hår än en vanlig schimpans. Detta gav upphov till rykten om att Oliver skulle vara en humanzee. Efter några år i USA togs han till Japan där han användes för underhållning.
Senare gjordes dock ett DNA-test, som visade att Oliver var en vanlig schimpans. Ryktena om att han var en "humanzee" var troligen bara en gimmick för att väcka större intresse för hans föreställningar.